# Сейді Б'єрнсен
Сейді Мобе Б'єрнсен (21 листопада 1989 , Омак, Вашингтон ) - американська лижниця, бронзова призерка чемпіонату світу 2017 року в командному спринті, призерка етапів Кубка світу. Старша сестра лижника Еріка Б'єрнсена.

## Спортивна кар'єра
У Кубку світу Б'єрнсен дебютувала в лютому 2011 року, у грудні того ж року вперше в кар'єрі потрапила до трійки найкращих на етапі Кубка світу, у командному спринті. Найкраще досягнення Б'єрнсен у загальному заліку Кубка світу - 6-те місце у сезоні 2017-2018.
За свою кар'єру брала участь у шести поспіль чемпіонатах світу (2011, 2013, 2015, 2017, 2019 та 2021). Найкращі досягнення: 11-те місце в перегонах на 10 км вільним стилем 2021 року і бронза у командному спринті 2017 року.
Учасниця зимових Олімпійських ігор 2014 та 2018 років. Найкраще досягнення – п'яте місце в естафеті на Іграх 2018 року.
Використовує лижі виробництва фірми Fischer.

## Результати за кар'єру
Усі результати наведено за даними Міжнародної федерації лижного спорту.

### Олімпійські ігри
| Рік  | Вік | 10 км індивідуальні пер. | 15 км скіатлон | 30 км мас-старт | Спринт | 4 × 5 км естафета | Командна першість спринт |
| ---- | --- | ------------------------ | -------------- | --------------- | ------ | ----------------- | ------------------------ |
| 2014 | 24  | 16                       | 30             | —               | —      | 9                 | —                        |
| 2018 | 28  | 15                       | —              | 17              | 14     | 5                 | —                        |

### Чемпіонати світу
- 1 медаль – (1 бронзова)

| Рік  | Вік | 10 км індивідуальні пер. | 15 км скіатлон | 30 км мас-старт | Спринт | 4 × 5 км естафета | Командна першість спринт |
| ---- | --- | ------------------------ | -------------- | --------------- | ------ | ----------------- | ------------------------ |
| 2011 | 21  | 29                       | —              | —               | 28     | —                 | 9                        |
| 2013 | 23  | —                        | 37             | —               | 32     | 4                 | —                        |
| 2015 | 25  | —                        | 20             | 20              | 26     | 4                 | —                        |
| 2017 | 27  | 23                       | —              | —               | —      | 4                 | Бронза                   |
| 2019 | 29  | 23                       | —              | 15              | 18     | 5                 | 5                        |
| 2021 | 31  | 11                       | —              | 15              | —      | 4                 | 5                        |

### Кубки світу

#### Підсумкові місця в Кубку світу за роками
| Сезон | Вік | Місця в окремих дисциплінах | Місця в окремих дисциплінах | Місця в окремих дисциплінах | Місця в Скі Тур | Місця в Скі Тур | Місця в Скі Тур | Місця в Скі Тур   | Місця в Скі Тур | Місця в Скі Тур |
| Сезон | Вік | Загалом                     | Дистанція                   | Спринт                      | Nordic Opening  | Тур де Скі      | Скі Тур 2020    | Фінал Кубка світу | Скі Тур Канада  |                 |
| ----- | --- | --------------------------- | --------------------------- | --------------------------- | --------------- | --------------- | --------------- | ----------------- | --------------- | --------------- |
| 2011  | 21  | НК                          | НК                          | НК                          | —               | —               | Н/Д             | —                 | Н/Д             |                 |
| 2012  | 22  | 98                          | НК                          | 69                          | 59              | —               | Н/Д             | —                 | Н/Д             |                 |
| 2013  | 23  | 54                          | 56                          | 37                          | —               | —               | Н/Д             | —                 | Н/Д             |                 |
| 2014  | 24  | 32                          | 26                          | 43                          | 17              | —               | Н/Д             | 22                | Н/Д             |                 |
| 2015  | 25  | 23                          | 19                          | 24                          | 18              | НФ              | Н/Д             | Н/Д               | Н/Д             |                 |
| 2016  | 26  | 14                          | 14                          | 14                          | 14              | 14              | Н/Д             | Н/Д               | 11              |                 |
| 2017  | 27  | 16                          | 17                          | 23                          | 11              | НФ              | Н/Д             | 10                | Н/Д             |                 |
| 2018  | 28  | 6                           | 10                          | 8                           | 10              | 9               | Н/Д             | 3                 | Н/Д             |                 |
| 2019  | 29  | 14                          | 13                          | 8                           | 10              | НФ              | Н/Д             | 11                | Н/Д             |                 |
| 2020  | 30  | 8                           | 13                          | 10                          | 4               | 7               | 10              | Н/Д               | Н/Д             |                 |
| 2021  | 31  | 54                          | 40                          | 40                          | —               | —               | Н/Д             | Н/Д               | Н/Д             |                 |

#### П'єдестали в особистих дисциплінах
- 7 п'єдесталів – (2 КС, 5 ЕКС)

| № | Сезон   | Дата               | Місце пров.             | Перегони              | Рівень           | Місце |
| - | ------- | ------------------ | ----------------------- | --------------------- | ---------------- | ----- |
| 1 | 2016–17 | 6 січня 2017       | Добб'яко (Італія)       | 5 км індивідуальні В  | Етап Кубка світу | 3-тє  |
| 2 | 2017–18 | 24 листопада 2017  | Рука (Фінляндія)        | 1,4 км спринт К       | Етап Кубка світу | 2-ге  |
| 3 | 2017–18 | 2 грудня 2017      | Ліллегаммер (Норвегія)  | 1,3 км спринт К       | Кубок світу      | 3-тє  |
| 4 | 2017–18 | 31 грудня 2017     | Ленцергайде (Швейцарія) | 10 км індивідуальні К | Етап Кубка світу | 3-тє  |
| 5 | 2017–18 | 16–18 березня 2018 | Фінал Кубка світу       | Заг. залік            | Кубок світу      | 3-тє  |
| 6 | 2018–19 | 30 листопада 2018  | Ліллегаммер (Норвегія)  | 1,3 км спринт В       | Етап Кубка світу | 3-тє  |
| 7 | 2019–20 | 29 листопада 2019  | Рука (Фінляндія)        | 1,4 км спринт К       | Етап Кубка світу | 3-тє  |

#### П'єдестали в командних дисциплінах
- 5 п'єдесталів – (1 КС, 4 RL)

| № | Сезон   | Дата          | Місце пров.             | Перегони                      | Рівень      | Місце | Тов. по команді              |
| - | ------- | ------------- | ----------------------- | ----------------------------- | ----------- | ----- | ---------------------------- |
| 1 | 2011–12 | 4 грудня 2011 | Дюссельдорф (Німеччина) | 6 × 0,9 км командний спринт В | Кубок світу | 2-ге  | Рендолл                      |
| 2 | 2013–14 | 8 грудня 2013 | Ліллегаммер (Норвегія)  | Естафета 4 × 5 км К/В         | Кубок світу | 3-тє  | Рендолл / Stephen / Діґґінс  |
| 3 | 2015-16 | 6 грудня 2015 | Ліллегаммер (Норвегія)  | Естафета 4 × 5 км К/В         | Кубок світу | 3-тє  | Brennan / Stephen / Діґґінс  |
| 4 | 2015-16 | 24 січня 2016 | Нове Место (Чехія)      | Естафета 4 × 5 км К/В         | Кубок світу | 2-ге  | Caldwell / Stephen / Діґґінс |
| 5 | 2019-20 | 8 грудня 2019 | Ліллегаммер (Норвегія)  | Естафета 4 × 5 км К/В         | Кубок світу | 2-ге  | Caldwell / Brennan / Діґґінс |